# Немања Бјелица
Немања Бјелица (Београд, 9. мај 1988) јесте српски кошаркашки функционер и бивши кошаркаш. Тренутно врши функцију спортског директора у турском клубу Бахчешехир. Током играчке каријере првенствено је играо на месту крила, али је по потреби играо и на позицијама плејмејкера и крилног центра.
Године 2009. био је изабран за најбољег спортисту Спортског друштва Црвене звезде. Изабран је 2010. у другој рунди НБА драфта као укупно 35. пик. Проглашен је за најкориснијег играча Евролиге у сезони 2014/15, а уједно је био и члан најбоље петорке такмичења исте сезоне.
Освојио је титулу првака НБА лиге у сезони 2021/22. са екипом Голден Стејт вориорса.

## Каријера

### Омладинска каријера
Кошарку је почео да тренира са седам година код тренера Аце Јањића. Касније је прошао млађе селекције Партизана, и 2000. године дошао до ширег списка за пионирску репрезентацију. Међутим управа Партизана је распустила читаву генерацију 1988. годиште у којој су били још Сава Лешић, Стефан Синовец и Вук Малиџан, и фокусирала се на 1989. годиште коју је прогласила талентованијом. Каријеру је наставио у екипи Суперфунда где је играо у јуниорској лиги Србије. Заједно са Савом Лешићем био је најбољи играч тима. И поред сјајних партија у јуниорском тиму, ипак није успео да одигра ниједан меч за први тим Суперфунда.
Касније је на позив Богдана Тањевића тренирао у Риминију, који је тада играо у другој Италијанској лиги. Али пошто су већ имали два странца није забележио ниједан наступ.

### Аркадија
Године 2006. одлази у аустријску Аркадију. Током прве сезоне није играо због проблема са визом, а у сезони 2007/08. заиграо је за први тим. Одиграо је 26 утакмица у аустријској лиги и постизао просечно 8,5 поена по мечу. Међутим онда га је задесила тешка повреда ноге, због чега је чак размишљао да прекине са тренирањем кошарке.

### Црвена звезда
А онда се по сопственом признању десио кључни корак у његовој кошаркашкој каријери. У лето 2008. на позив Светислава Пешића вратио се у Београд, у тим Црвене звезде. Често је истицао да првих недељу дана није могао да верује да га тренира чувени тренер. Дошао је као изразито покретан крилни центар, али је Светислав Пешић у њему препознао одличног организатора игре. У првој сезони 2008/09. бележио је у просеку 5,4 поена у Еврокупу, а укупно у сезони 239 поена на 52 утакмице. У осталим такмичењима са тимом је учествовао и долазио до самих завршница, али без трофеја.
У сезони 2009/10. црвено-бели су због финансијске кризе имали слабији тим, па је Немања имао много више простора за напредак. У првенству Србије бележио је 18,7 поена и био најбољи стрелац екипе, као и у читавој сезони, јер је у 49 утакмица у свим такмичењима постигао 611 поена. Одличне игре имао је и у Еврокупу, када је по правилу био најбољи стрелац тима, и предводио најмлађи тим Еврокупа до пласмана у следећу рунду. И у Јадранској лиги је имао запажене партије, а најбољу је одиграо против Хелиоса када је постигао 29 поена и имао индекс корисности 44.
У црвено-белом дресу одиграо је 101 званичну утакмицу и постигао 850 поена. Одлична сезона није промакла ни НБА скаутима па је по завршетку ове сезоне драфтован као 35. пик од стране Вашингтон визардса али је убрзо трејдован у Минесоту. Иако са Звездом није дошао до трофеја, проглашен је за најбољег спортисту Спортског друштва Црвена звезда по избору Звездине ревије за 2009. годину.

### Каха Лаборал
После драфта ипак није отишао у НБА, већ је потписао петогодишњи уговор са шпанском екипом Каха Лаборал. Током прве сезоне у Кахи код тренера Душка Ивановића, није добијао пуно прилике да игра. Одиграо је 35 утакмица, где је за само 9 минута по утакмици, бележио просечно 2,8 поена по мечу. У сезони 2011/12. већ је почео да добија више простора за игру. Одиграо је 44 утакмице, где је за 16 минута просечно бележио 5,1 поен и 3,1 скок по мечу. У сезони 2012/13. пружао је најбоље партије у овом шпанском клубу. Одиграо је 42 утакмице, на којима је за просечно 22 минута бележио 9,2 поена и 5,2 скока по мечу.

### Фенербахче
У јулу 2013. Бјелица је потписао трогодишњи уговор са Фенербахче Улкером, који тренира трофејни српски тренер Жељко Обрадовић. Касније је изјавио да је управо Жељко био разлог због чега је изабрао Фенербахче а није одмах отишао у НБА лигу. Већ у првој сезони са клубом освојио је првенство Турске. Био је јадан од кључних играча у тиму, а у Евролиги је просечно постизао 10,4 поена и имао 6,1 скок и 2,2 асистенције на 24 утакмице.
У сезони 2014/15. проглашен је за најкориснијег играча Евролиге. Бјелица је током сезоне у Евролигашком такмичењу просечно бележио 11,9 поена, 8,6 скокова, 1,9 асистенција и 1,2 украдене лопте по мечу. Такође је уврштен у идеални тим Евролиге. Фенербахче се по први пут у историји клуба нашао на Фајнал фору Евролиге, али је елиминисан у полуфиналу од Реал Мадрида. У националном првенству тим је изненађујуће елиминисан већ у полуфиналу доигравања од Каршијаке, тако да је Бјелица у другој сезони са клубом, и поред најбољих партија у каријери, остао без освојеног трофеја.

### Минесота
Након завршетка најбоље сезоне у каријери, Немања се окренуо новом изазову а то је одлазак у НБА лигу. Постојале су индиције да би могао бити трејдован у Њујорк никсе али је ипак потписао са Минесотом, клубом који га је добио у трејду одмах након драфта 2010. године. Уговор од 11,7 милиона долара потписан је на три године. Прву званичну утакмицу у дресу Минесоте одиграо је против Лејкерса и забележио 8 поена и 5 скокова у победи свога тима од 112:111.

### Сакраменто кингси
Након истека уговора у Минесоти добио је једногодишњу понуду Филаделфије коју је одбио, због жеље за дугорочнијим уговором како често не би селио породицу. Ипак убрзо генерални менаџер Сакрамента Владе Дивац му нуди трогодишњи уговор вредан 20,5 милиона долара који га оставља у НБА лиги.

### Мајами хит
Немања је последњег дана прелазног рока сезоне прешао у Мајами хит у замену за Криса Силву и Мо Харклеса.

### Голден Стејт вориорси
Дана 6. августа 2021. године прешао је у Голден Стејт вориорсе као слободан агент. На првом мечу НБА сезоне 2021/22, у победи против Лос Анђелес лејкерса, забележио је дабл дабл, 15 поена и 11 скокова. Бјелица је постао први играч који је на свом дебитантском наступу са клупе остварио дабл дабл у дресу Голден Стејта још од 1981. године и Сема Вилијамса.

## Репрезентација
Наступао је за репрезентацију Србије на летњој Универзијади 2009. у Београду са којом је освојио златну медаља. Након добрих партија у универзитетском тиму, селектор Душан Ивковић позвао је њега, и још четворицу саиграча, на припреме сениорске репрезентације за Европско првенство 2009. у Пољској. Успео је да избори своје место међу првих дванаест и буде члан тима који је освојио сребрну медаљу на Европском првенству.
На Светском првенству 2010. у Турској освојио је четврто место. На свом првом мундијалу бележио је 5,7 поена и 2,8 скокова, а запажену улогу је имао у победи против селекције Шпаније у четвртфиналу (92:89), када је постигао 14 поена.
Играо је и на Европским првенствима 2011. и 2013. године. У Словенији 2013. на 11 мечева бележио је у просеку 10 поена и седам скокова у просеку. Био је четврти скакач на турниру, а први у тиму и други стрелац Србије, која је такмичење завршила на седмој позицији.
На Светском првенству 2014. у Шпанији Бјелица је са репрезентацијом освојио сребрну медаљу. Био је један од најбољих играча тима. Одиграо је 9 утакмица на којима је бележио просечно 11,9 поена, 6,9 скокова и 2,8 асистенција по мечу. Два пута је забележио дабл-дабл учинак. против Шпаније (19 поена и 10 скокова) и против Ирана (18 поена и 10 скокова). Био је најбољи скакач и блокер екипе, трећи асистент и четврти стрелац Србије на турниру. За два поена је шутирао 52,7%, а са линије слободних бацања 81,6%, по чему је био седми на турниру.
На следећем великом такмичењу, Европском првенству 2015. године Бјелица је био лидер репрезентације Србије са 13,9 поена, 6,6 скокова и 2,7 асистенција по мечу. И поред одличних игара у групној фази, репрезентација Србије је заказала у полуфиналу против репрезентације Литваније те се није пласирала у финале и освојила загарантовано учешће на Олимпијским играма у Рију. Штавише у борби за бронзу изгубили су од домаћина Француске и завршили такмичење на четвртом месту.

## Успеси

### Клупски
- Голден Стејт вориорси:
  - НБА (1): 2021/22.[39]
- Фенербахче Улкер:
  - Првенство Турске (1): 2013/14.
  - Куп Председника (1): 2013.

### Репрезентативни
- Универзијада:  2009.
- Европско првенство:  2009.
- Светско првенство:  2014.

### Појединачни
- Најкориснији играч Евролиге (1): 2014/15.
- Идеални тим Евролиге (1): 2014/15.
- Најкориснији играч месеца Евролиге (1): 2014/15. (1)
- Најбољи спортиста СД Црвена звезда (1): 2009.
- Српски кошаркаш године: 2015.[40][41]

## Статистика

### Евролига
| Сезона   | Екипа        | ОУ | СУ | МПУ  | ПШ%  | 3П%  | СБ%  | СПУ | АПУ | УПУ | БПУ | ППУ  | ИПУ  |
| -------- | ------------ | -- | -- | ---- | ---- | ---- | ---- | --- | --- | --- | --- | ---- | ---- |
| 2010–11  | Каха Лаборал | 13 | 2  | 9.0  | .250 | .222 | .500 | 1.7 | .5  | .2  | .0  | 1.2  | 0.5  |
| 2011–12  | Каха Лаборал | 10 | 5  | 13.9 | .563 | .474 | .750 | 2.1 | 1.0 | 1.3 | .3  | 4.8  | 6.2  |
| 2012–13  | Каха Лаборал | 26 | 9  | 23.1 | .459 | .310 | .741 | 4.8 | 1.3 | 1.0 | .3  | 9.9  | 10.1 |
| 2013–14  | Фенербахче   | 24 | 18 | 25.1 | .474 | .416 | .846 | 6.1 | 2.2 | 1.6 | .4  | 10.4 | 13.6 |
| 2014–15  | Фенербахче   | 29 | 20 | 27.8 | .500 | .351 | .684 | 8.5 | 1.9 | 1.3 | .7  | 12.1 | 18.3 |
| Каријера |              | 73 | 34 | 20.0 | .463 | .361 | .776 | 4.3 | 1.4 | .9  | .3  | 7.8  | 9.0  |

### НБА

#### Регуларни део сезоне
| Сезона   | Екипа    | ОУ  | СУ | МПУ  | ПШ%  | 3П%  | СБ%  | СПУ | АПУ | УПУ | БПУ | ППУ |
| -------- | -------- | --- | -- | ---- | ---- | ---- | ---- | --- | --- | --- | --- | --- |
| 2015–16  | Минесота | 60  | 0  | 17.9 | .468 | .384 | .727 | 3.5 | 1.4 | .4  | .4  | 5.1 |
| 2016–17  | Минесота | 65  | 1  | 18.3 | .424 | .316 | .738 | 3.8 | 1.2 | .6  | .3  | 6.2 |
| 2017–18  | Минесота | 67  | 21 | 20.5 | .461 | .415 | .800 | 4.1 | 1.3 | .7  | .2  | 6.8 |
| Каријера | Каријера | 192 | 22 | 18.9 | .449 | .371 | .752 | 3.8 | 1.3 | .6  | .3  | 6.1 |

#### Плеј оф
| Сезона   | Екипа    | ОУ | СУ | МПУ | ПШ%  | 3П%  | СБ%  | СПУ | АПУ | УПУ | БПУ | ППУ |
| -------- | -------- | -- | -- | --- | ---- | ---- | ---- | --- | --- | --- | --- | --- |
| 2018     | Минесота | 5  | 0  | 9.4 | .438 | .517 | .714 | 3.0 | .6  | .6  | .0  | 4.6 |
| Каријера | Каријера | 5  | 0  | 9.4 | .438 | .517 | .714 | 3.0 | .6  | .6  | .0  | 4.6 |

## Остало
Током терапија због повреде 2008. године упознао је Мирјану, са којом ће се и оженити јуна 2012. године. Кум на венчању је био репрезентативни колега Ненад Крстић.